# Eunidia albopicta
Eunidia albopicta là một loài bọ cánh cứng trong họ Cerambycidae.